# Ana Paula Rodrigues Belo
Ana Paula Rodrigues Belo (* 18. Oktober 1987 in São Luís) ist eine ehemalige brasilianische Handballspielerin, die dem Kader der brasilianischen Nationalmannschaft angehörte.

## Karriere

### Im Verein
Ana Paula Rodrigues Belo begann das Handballspielen im Jahre 2001 an einer brasilianischen Schule. Ab 2006 setzte die Rückraumspielerin ihre Karriere in Guarulhos fort.
Im Sommer 2007 unterschrieb sie einen Vertrag beim spanischen Verein BM Puertodulce Roquetas. Eine Saison später wurde Rodrigues Belo von BM Elche Mustang verpflichtet. Nachdem die Brasilianerin in der Saison 2008/09 mit 246 Toren einen maßgeblichen Anteil an der ersten Qualifikation am EHF-Pokal in Elches Vereinsgeschichte hatte, nahm sie der Ligakonkurrent Elda Prestigio unter Vertrag. Mit Elda Prestigio stand sie 2010 im Finale des EHF-Pokals, scheiterte dort jedoch an der dänischen Mannschaft Randers HK.
Rodrigues Belo schloss sich im Sommer 2011 dem österreichischen Verein Hypo Niederösterreich an, der kurz zuvor mit dem brasilianischen Handballverband einen Kooperationsvertrag abschloss. Mit Hypo gewann sie in jeder Spielzeit sowohl die österreichische Meisterschaft als auch den ÖHB-Cup. Ebenfalls sammelt sie jede Saison Spielpraxis in der EHF Champions League. In der EHF Champions League 2012/13 schied Hypo Niederösterreich nach der Vorrunde aus, qualifizierte sich jedoch für den laufenden Wettbewerb des Europapokals der Pokalsieger. Hier zog Hypo ins Finale ein und gewann das Endspiel gegen den französischen Verein Issy Paris Hand.
Im Sommer 2014 schloss sie sich dem rumänischen Erstligisten CSM Bukarest an. Mit CSM Bukarest gewann sie 2015 und 2016 die Meisterschaft, 2016 den rumänischen Pokal sowie 2016 die EHF Champions League.
Ab der Saison 2016/17 stand sie beim russischen Erstligisten GK Rostow am Don unter Vertrag. Mit Rostow gewann sie 2017 den EHF-Pokal sowie 2017 und 2018 die russische Meisterschaft. Im Januar 2020 wechselte sie zum französischen Erstligisten Chambray Touraine Handball.
In der Saison 2021/22 lief sie erneut in Rumänien, diesmal für den rumänischen Erstligisten HC Dunărea Brăila, auf. Anschließend schloss sie sich dem Ligakonkurrenten SCM Craiova an.
Zur Saison 2023/24 wechselte sie zum italienischen Erstligisten Handball Erice.
Ab dem Sommer 2024 stand sie beim spanischen Erstligisten Rocasa Gran Canaria unter Vertrag. Ihren bis 2026 laufenden Vertrag löste der Verein im Dezember 2024 nach einer Verletzung Rodrigues’ auf.

### In der Nationalmannschaft
Ana Paula Rodrigues Belo nahm mit der brasilianische Auswahl an den 16. Panamerikanischen Spielen in Guadalajara teil. Dort gewann sie die Goldmedaille und steuerte sechs Tore zum Finalsieg über Argentinien bei. Weiterhin nahm die Brasilianerin an den Olympischen Spielen 2008 in Peking, den Olympischen Spielen 2012 in London, den Olympischen Spielen 2016 in Rio de Janeiro sowie den Olympischen Spielen 2020 in Tokio teil.
Rodrigues Belo gehörte bei den Weltmeisterschaften 2009, 2011, 2013, 2015, 2017, 2019, 2021 und 2023 dem brasilianischen Aufgebot an. Bei der WM 2013 in Serbien feierte sie den Gewinn des WM-Titels und belegte mit 39 Toren den neunten Rang in der Torschützenliste. Einen weiteren Titelgewinn verbuchte sie bei der Panamerikameisterschaft 2013, wo sie zusätzlich in das Allstar-Team gewählt wurde. Bei der Panamerikameisterschaft 2017 gewann sie ebenfalls die Goldmedaille. 2021 gewann sie mit Brasilien die Süd- und mittelamerikanische Meisterschaft. Ein Jahr später folgte die Goldmedaille bei den Südamerikaspielen. 2023 gewann sie eine weitere Goldmedaille bei den Panamerikanischen Spielen.